# Mortensenella
Mortensenella is een geslacht van kreeftachtigen uit de klasse van de Malacostraca (hogere kreeftachtigen).

## Soort
- Mortensenella forceps Rathbun, 1909